# Embers of a Dying World
Embers of a Dying World är det finländska melodisk death metal-bandet Mors Principium Ests sjätte studioalbum, utgivet i februari 2017 på AFM Records och i Japan på Avalon månaden innan.
"Reclaim the Sun" och "Apprentice of Death" släpptes som singlar i december 2016 respektive januari 2017. Till den förra spelades även en musikvideo in.

## Låtlista
1. "Genesis" (instrumental) – 1:35
2. "Reclaim the Sun" – 4:40
3. "Masquerade" – 5:05
4. "Into the Dark" – 5:07
5. "The Drowning" – 4:31
6. "Death Is the Beginning" – 6:28
7. "The Ghost" – 6:19
8. "In Torment" – 4:29
9. "Agnus Dei" (instrumental) – 2:00
10. "The Colours of the Cosmos" – 4:38
11. "Apprentice of Death" – 5:13

Bonusspår på den japanska utgåvan
1. "Livin' la Vida Loca" (Ricky Martin-cover) – 3:01

## Medverkande
Musiker
- Ville Viljanen – sång
- Andy Gillion – gitarr, programmering, orkestrering
- Teemu Heinola – basgitarr
- Mikko Sipola – trummor

Bidragande musiker
- Paul Wardingham – gitarr
- Christina Marie – sång
- Matt Powell – gitarr

Produktion
- Andy Gillion – producent, inspelningstekniker
- Ville Viljanen – producent
- Teemu Heinola – inspelningstekniker
- Thomas "Plec" Johansson – mixning, mastering
- Eliran Kantor – albumkonst
- Jan Yrlund – albumkonst, layout, logotyp